# سیانودوتیپین
سیانودوتیپین (با کد توسعه BTS-56424) یک داروی ضدافسردگی سه‌حلقه‌ای (TCA) است که به عنوان یک مهار کننده قوی و بسیار انتخابی (با جذب نوراپی‌نفرین و دوپامین) بازجذب سروتونین عمل می‌کند. این دارو هرگز به بازار عرضه نشد.